# Елевка (Житомирская область)
Елевка (укр. Єлівка) — село на Украине, основано в 1780 году, находится в Малинском районе Житомирской области.
Код КОАТУУ — 1823480809. Население по переписи 2001 года составляет 63 человека. Почтовый индекс — 11600. Телефонный код — 4133. Занимает площадь 0,386 км².

## Адрес местного совета
11651, Житомирская область, Малинский р-н, с. Горынь